# Régime pluvial
Le régime pluvial est un modèle de régime hydrologique simple (caractérisé par une seule alternance annuelle de hautes et de basses eaux). Il se retrouve dans les bassins versants principalement alimentés par des précipitations sous forme de pluie. 
Le régime pluvio-évaporal présente une tendance dominante de régime pluvial avec des hautes eaux hivernales d'origine pluviale, et des basses eaux estivales qui ne sont pas le fruit de la répartition des pluies l'été mais de la saison chaude qui commande l'évapotranspiration.

## Caractéristiques
Les principales caractéristiques de ce régime sont, en zone tempérée[réf. nécessaire] :
- des crues hivernales et de basses eaux en été ;
- une variabilité interannuelle importante[1].

## Exemples

### Hémisphère nord
- La Seine à Paris :

- la Meuse à Chooz

### Hémisphère sud
Dans l'hémisphère sud, les saisons sont, en gros, inversées par rapport à l'hémisphère nord : 
- le Rio Uruguay à Salto : le maximum a lieu en septembre à la fin de l'hiver, et le minimum en mars, à la fin de l'été.

- le Murray au Lock 9 Upper à Kulnine[5]